# پی‌یر لیندستت
پی‌یر لیندستت (سوئدی: Pierre Lindstedt؛ ‏ ۱۵ اوت ۱۹۴۳) بازیگر اهل سوئد است.
از فیلم‌هایی که وی در آن نقش داشته‌است، می‌توان به مهاجران، سرزمین جدید، لحظه‌های به یادماندنی، اودالن ۳۱، دوران گرگ و امیل و خوک اشاره کرد.